# Соколово (Остроленцький повіт)
Соколово (пол. Sokołowo) — село в Польщі, у гміні Червін Остроленцького повіту Мазовецького воєводства.
Населення — 73 особи (2011).
У 1975-1998 роках село належало до Остроленцького воєводства.

## Демографія
Демографічна структура станом на 31 березня 2011 року:
|          | Загалом | Допрацездатний вік | Працездатний вік | Постпрацездатний вік |
| -------- | ------- | ------------------ | ---------------- | -------------------- |
| Чоловіки | 33      | 8                  | 18               | 7                    |
| Жінки    | 40      | 7                  | 22               | 11                   |
| Разом    | 73      | 15                 | 40               | 18                   |